# بریستول مونوپلین
بریستول مونوپلین (به انگلیسی: Bristol Monoplane) یک هواگرد ساختِ کارخانهٔ بریستول ایروپلین در کشور بریتانیا است . این هواگرد برای نخستین بار در ۱۹۱۱ میلادی مورد استفاده قرار گرفت.